# Авсейково (Усвятский район)
Авсейково — деревня в Усвятском районе Псковской области России. Входит в состав сельского поселения «Усвятская волость».
Находится в 6 верстах к северу от посёлка Усвяты.

## Население
Численность населения деревни на конец 2000 года составляла 8 жителей.
| 2001 | 2002 | 2010 |
| ---- | ---- | ---- |
| 8    | ↘4   | ↘0   |